# Szilva József
Szilva József (Garamvezekény, 1945. október 17. –) festő- és grafikusművész.

## Élete
Édesapja fényképész volt.
1962-1967 között a Tanárképző Főiskola diákja Nyitrán, ahol rajztanári diplomát szerzett. 1980-1985 között a budapesti Magyar Képzőművészeti Főiskola levelező diákjaként folytatta tanulmányait. Mesterei voltak Vecsei Csaba, Patay László és Bráda Tibor. 1978-ban Komáromba költözött és a komáromi művészeti alapiskola képzőművészeti tagozatának vezetője lett.
A Szlovákiai Magyar Képzőművészek Társasága (Magyar Alkotó Művészek Szlovákiai Egyesülete), valamint a Komáromi Képzőművészek tagja. Korábbi sötét tónusú portréiban szigorúan ragaszkodott a kompozíciós szabályokhoz, vonalvezetése grafikusra utal. Az 1990-es évektől új korszakot kezdett művészetében. Ekkor készültek nagyméretű vásznai, amelyek művészek és tudósok portréit ábrázolják. A kép felületét különböző vizuális jelekkel, képekkel, tárgyakkal bontja fel, ebbe a környezetbe helyezi bele magát a portrét. Képeit a lírai expresszivitás jellemzi.
Komáromban, Pozsonyban és Budapesten egyéni tárlatai, emellett csoportos megjelenései is voltak Szlovákiában, Magyarországon és Belgiumban. 
Lányai Szilva Ilona és Szilva Emőke szobrászművészek. Tanítványai voltak többek között Stirber Péter restaurátor és Marek Bača műépítész.

## Elismerései
- 2020 Magyar Alkotó Művészek Szlovákiai Egyesületének nívódíja

## Művei
- 1996 Leonardo mester